# Paleozoologie

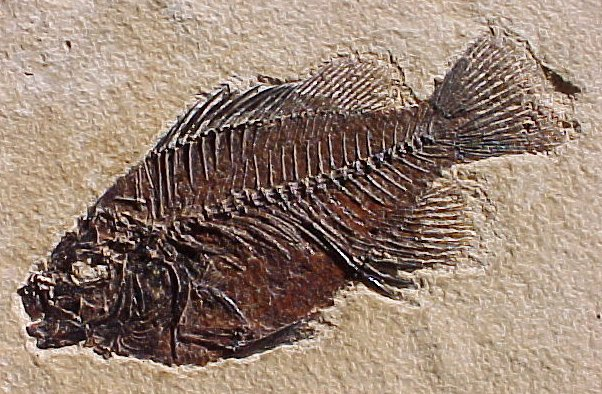
Priscacara liops

Paleozoologia este ramura paleontologiei care se ocupă cu studiul animalelor preistorice, cum ar fi dinozaurii.